# Acanthodactylus micropholis
Espèce
Acanthodactylus micropholis est une espèce de sauriens de la famille des Lacertidae.

## Répartition
Cette espèce se rencontre en Afghanistan, en Iran et au Pakistan.

## Description
C'est un petit lézard terrestre vivant dans des milieux arides.

## Publication originale
- Blanford, 1874 : Descriptions of new Reptilia and Amphibia from Persia and Baluchistan. Annals and magazine of natural history, ser. 4, vol. 14, p. 31-35 (texte intégral).